# カルロ・カーリー
カルロ・カーリー（Carlo Curley、1952年8月24日 - 2012年8月11日）はオルガニスト。アメリカ合衆国ノースカロライナ州モンロー生まれ。5歳の時に教会のパイプオルガンを弾き、8歳の時にはJ・S・バッハの主要な曲を公衆の前で暗譜で演奏した。ノースカロライナ芸術大学に学び、17歳でフィラデルフィアのジラードカレッジ礼拝堂のオルガニストに任命される。またコンサート・オルガニストとしても活動し、アメリカ国外にも演奏旅行へ赴いた。1970年代はロンドン北部のアレクサンドラ・パレス常勤オルガニストとして演奏。「オルガンのパヴァロッティ」の異名を持つ。
2012年8月11日、イギリス・レスターシャーのメルトン・モウブレイにて死去。生涯、独身であった。。59歳没。

## リンク
- Carlo Curley's website

| スタブアイコン | サブスタブ | この項目は、まだ閲覧者の調べものの参照としては役立たない、クラシック音楽に関連した書きかけの項目です。この項目を加筆・訂正などしてくださる協力者を求めています（P:クラシック音楽/PJ:クラシック音楽）。 |

| スタブアイコン | サブスタブ | この項目は、まだ閲覧者の調べものの参照としては役立たない、音楽関係者（バンド等）に関連した書きかけの項目です。この項目を加筆・訂正などしてくださる協力者を求めています（P:音楽/PJ:芸能人）。 |